# Terry Poison
Terry Poison («Терри Пойзн») — израильская электропоп-группа, образованная в Тель-Авиве в 2008 году. В настоящий момент участниками группы являются Луиза Кан (Louise Kahn) (вокал, гитара), Идан «Бруно» Грифе (Idan 'Bruno' Grife) (продюсер, гитара, синтезатор) и Анна Ландесман (Anna Landesman) (басовый синтезатор).

## Дискография
Их дебютный альбом «Terry Poison» был выпущен в Израиле в 2008 году, который благодаря композициям «Comme ci Comme ca», «Smack Snack», «Buzz on the bell» несколько недель продержался на вершине израильских чартов. В 2009 году номинировались на премию MTV Music Awards как лучшая израильская группа. В 2010 году играли на разогреве перед выступлением группы Depeche Mode на стадионе в израильском городе Рамат-Ган.
Позднее как главная тема для израильского телесериала 'Dolls' был записан сингл «Little Doll», на видео которого на YouTube было набрано более 10 миллионов просмотров по всему миру.
Работа над вторым альбомом велась в промежутках между концертами. За несколько лет Terry Poison успели совершить тур по США и Европе: они играли на фестивалях, таких как SXSW, Sziget, Berlin Pride, Fusion, Rock en Seine.

## Влияние
В период с 2010 по 2013 год в группе произошло несколько изменений в составе. Terry Poison сотрудничали с певицей Петит Меллер (Petite Meller), которая продолжила сольную карьеру. В 2011 во время летнего турне по европейским фестивалям Анна, Луиза и Бруно на некоторое время основались в Берлине и начали работать над своим следующим альбомом. В этот период группа работает над особым электронным звучанием, которое в данный момент является их визитной карточкой, отличающей Terry Poison от других электро-поп-групп. Также это период отмечен творческим сотрудничеством с такими музыкантами, как Ор Эдри (Or Edry), Роуи Челед (Roee Cheled) и композитором и барабанщиком Дэйзи Пэлмером (Daisy Palmer) (Goldfrapp, Eyes On Film).

## Стиль
Отличительной чертой Terry Poison является не только звук, они оказывают несомненное влияние и на индустрию моды. Группа известна своими эпатажными и экстравагантными нарядами, которые нашли своё отражение в глянцевых журналах таких как Vogue и ID-magazine. Выступали на Неделе моды в Лос-Анджелесе, а в настоящее время создали творческий альянс с молодыми дизайнерами в Тель-Авиве.